# Iota Horologii
Iota Horologii (ι Hor, ι Horologii) é uma estrela na constelação de Horologium. Com uma magnitude aparente visual de 5,40, é visível a olho nu em locais com pouca poluição luminosa. De acordo com medições de paralaxe da sonda Gaia, está localizada a uma distância de 56,6 anos-luz (17,4 parsecs) da Terra.
Em 1999, foi descoberto um planeta extrassolar orbitando esta estrela.

## Propriedades
Iota Horologii é uma estrela de classe F da sequência principal com um tipo espectral de F8V, sendo semelhante ao Sol porém maior e mais brilhante. Tem uma massa de 125% da massa solar, um raio de 116% do raio solar e está brilhando com 164% da luminosidade solar. Sua metalicidade, a abundância de elementos além de hidrogênio e hélio, é superior à solar, com uma proporção de ferro 38% superior à solar.
Iota Horologii é uma estrela jovem com uma idade estimada em cerca de 600 milhões de anos. Com base em seu movimento pelo espaço, idade e metalicidade, já foi proposto que ela é um membro da Corrente das Híades, um grupo de estrelas formadas no aglomerado das Híades que já se dispersaram pela Galáxia. Um estudo mais recente, no entanto, com uma análise mais precisa da composição química e do movimento da estrela, concluiu que associação às Híades é improvável.
Por ser uma estrela jovem, Iota Horologii é cromosfericamente ativa e tem uma rotação rápida com um período de aproximadamente 8,2 dias. Sua curva de luz observada pela sonda TESS revela variações de brilho conforme manchas estelares entram e saem da linha de visão da Terra. Essas manchas parecem ter um tempo de vida curto, gerando uma curva de luz pouco regular cuja morfologia varia rapidamente em uma escala de tempo de dias. Apesar do alto nível de atividade, nenhuma erupção foi detectada nos 52 dias de observação da sonda, o que significa que Iota Horologii muito provavelmente não é uma estrela supereruptiva.
A estrela possui um ciclo de atividade de 1,6 anos, semelhante ao ciclo solar de 11 anos porém bem mais curto, evidenciado por variações periódicas nos índices de atividade cromosférica e na taxa de emissão coronal de raios X. Enquanto o ciclo coronal (medido pela taxa de raios X) parece ser mais regular, a atividade cromosférica tem variações mais irregulares que não são explicadas por um ciclo único. Para modelar as variações cromosféricas, um estudo propôs a existência de um segundo ciclo de 4,6 anos com amplitude irregular, enquanto outro estudo propôs que a atividade cromosférica é modulada por dois períodos similares de 1,97 e 1,41 anos, cujo batimento gera intervalos com quase nenhuma variação. Esse comportamento irregular da atividade cromosférica pode ser um efeito geométrico causado pela inclinação do eixo de rotação da estrela (49–65°), fazendo com que os dois hemisférios sejam vistos de forma assimétrica da Terra.

## Sistema planetário
Em 1999, foi descoberto um planeta extrassolar massivo orbitando Iota Horologii. A detecção foi feita pelo método da velocidade radial a partir de observações entre novembro de 1992 e abril de 1998 pelo espectrógrafo CES, no Observatório La Silla. O planeta é um gigante gasoso com uma massa mínima de 2,5 vezes a massa de Júpiter e está orbitando a estrela com um período de 307 dias, a uma distância média de 0,96 UA.
As observações da sonda Gaia detectaram o sinal astrométrico causado por este planeta, permitindo calcular para ele uma massa verdadeira de 6,2 ± 0,5 vezes a massa de Júpiter e uma inclinação orbital de 87 ± 6°. Esses valores são inconsistentes com a massa mínima determinada pelo método da velocidade radial; a causa para essa discrepância é incerta.
| Planeta | Massa           | Semieixo maior (UA) | Período orbital (dias) | Excentricidade |
| ------- | --------------- | ------------------- | ---------------------- | -------------- |
| b       | >2,48 ± 0,08 MJ | 0,96 ± 0,05         | 307,2 ± 0,3            | 0,18 ± 0,03    |